# Thomas Peterssohn
Thomas Erling Peterssohn, född 1 maj 1970 i Karlstads församling i Värmlands län, är en svensk journalist.
Peterssohn är utbildad civilekonom med examen från Uppsala universitet och tidigare redaktör för Uppsalaekonomernas tidskrift Reversen. Han har arbetat som reporter på Svenska Dagbladet, Finanstidningen, Ekoredaktionen och Dagens Industri. Peterssohn startade 2000 ekonominyhetssajten Ekonomi24.se (e24.se) och fick för det Stora Journalistpriset 2001 tillsammans med Andreas Cervenka. Han var chefredaktör för Affärsvärlden 2002–2006, chefredaktör och verkställande direktör för Tidningarnas Telegrambyrå 2006–2011 och verkställande direktör för Mittmedia 2011–2016.